# Ninruz (distrito do Império Sassânida)
Ninruz (em persa médio: Nēmrōz) foi uma província do Império Sassânida criada pelo xá Cosroes I (r. 531–579).

## História
Segundo o livro As Capitais Provinciais do Irã e uma antiga tradição iraniana, o império era dividido "mitológica e mentalmente" em 4 regiões ou margens definidas chamadas custes (kust). Essas regiões do Estado durante e após o reinado de Cosroes I (r. 531–579) eram: (1) Nordeste (Coração), (2) Sudoeste (Cuararão), (3) Sudeste (Ninruz) e (4) Noroeste (Azerbaijão). No tempo de Cosroes, toda a região era administrada por um aspabedes, cujo título completo era "chefe do exército do Sul" (kust ī nēmrōz spāhbed). Tem-se conhecimento de três oficiais que exerceram essa função: Barã Adurma, Vesapor e Sarbaro.